# Giuseppe Zeni
Giuseppe Zeni ( Magasa, 1912 - 2007 ) fue un botánico italiano.
Zeni asistió a escuelas locales , cuando, reinando Francisco José I de Asburgo, la educación habsburguica fue hasta sus 14 años. A los 16 años trabajó en Francia, en Digione: allí asistió a la escuela para los inmigrantes y aprendió la lengua francesa y los fundamentos de la contabilidad.
En 1940, en la vigilia de la Segunda Guerra Mundial, se repatrió a Magasa. Fue responsable en 1943 de un grupo de agricultores brescianos en Alemania, frecuentando la Escuela para la lengua germana en Luneburgo, Sassonia.
Retornado a Italia, en Magasa, desde 1943 a 1959, año en que fue contratado por la empresa Falsura como gerente de contabilidad, y de nuevo migraría a Suiza. En 1969 se establece definitivamente en Magasa dedicándose al estudio de la flora local.
En abril de 1945 se desempeñó como presidente de la comunidad local Comité de Liberación Nacional, comisario prefecto de la Comuna de Magasa, cuando cae la República Social Italiana con la liberación y fue elegido sindaco durante tres legislaturas sin interrupciones, del 1948 hasta 1960.

## Botánico
“A los 13 años, invitado por el dueño del hotel MAGASA, acompañó a grupos de alemanes y austríacos por la montaña Tombea. Traían sus mochilas y escuchaban. Les oí hablar de las flores, pero yo no sabía nada y sentía rabia por no entender. Tal vez fue esto lo que nació en mí el deseo de conocer y comprender”, así escribía Zeni hace uno saños, en sus memorias.
Su formación de botánico autodidacta, le hizo llevar muchos años para analizar y clasificar la flora de Francia y de Suiza, también la de Valvestino, del monte Tombea en Magasa, en Trentino nel Basso Sarca y en Val di Ledro, Monte Altissimo, y Sirmione.

## Algunas publicaciones
- Valvestino e dintorni. Note botaniche gardesane, Biblioteca comunale di Magasa e Valvestino, 2004
- La Valvestino e la sua meravigliosa flora, 1995
- Assieme a Piercarlo Belotti Fiori e colori nel Parco Alto Garda Bresciano : La Valvestino, 1995